# الوادي (عزلة كحلان)

تعديل مصدري - تعديل

الوادي محلة تابعة لقرية قرعد، التابعة لعزلة كحلان بمديرية الرضمة إحدى مديريات محافظة إب في الجمهورية اليمنية.، بلغ تعداد سكانها 60 حسب تعداد اليمن لعام 2004.